# Symphonia urophylla
Symphonia urophylla là một loài thực vật có hoa trong họ Bứa. Loài này được (Decne. ex Planch. & Triana) Benth. & Hook. f. ex Vesque miêu tả khoa học đầu tiên năm 1893.